# NSB 65
Электропоезд NSB 65 (норв. NSB type 65) — трёхвагонный электропоезд, эксплуатировавшийся в Норвегии с 1936 по 1985 год на региональных железнодорожных линиях.
В общей сложности было построено 49 поездов. Norsk Elektrisk & Brown Boveri и Skabo Jernbanevognfabrikk строили моторные вагоны, а  Strømmens Værksted - вагоны прицепные.
Внутри серии существуют три модификации. Модификация a (10 электропоездов) строилась на базе деревянных пассажирских вагонов, модификация b (13 электропоездов) строилась из стали, модификация c (22 электропоезда) строилась с 1949 по 1951 год. Конструкция электропоезда оказалась достаточно успешной и на её основе в дальнейшем были созданы серии NSB 67 и NSB 68.
Несколько электропоездов были сохранены и ныне находятся в музейных экспозициях Норвежского железнодорожного клуба, Minden Museum Railway, Colne Valley Railway и некоторых других.